# Jacob Niehoff
Jacob Niehoff (* um 1565 in ’s-Hertogenbosch; † 1626 sehr wahrscheinlich in Köln) war ein niederländischer Orgelbauer. Er war der Sohn des Orgelbauers Nicolaas Niehoff.

## Leben und Werk
Jakob Niehoff ist 1609 am Orgelbau von St. Jakob in Köln und von 1612 bis 1618 in Würzburg nachzuweisen.